# Stazione di Sedrina
La stazione di Sedrina fu una fermata della ferrovia della Valle Brembana a servizio  dell'omonimo comune.

## Storia
La fermata fu aperta il 1º luglio 1906, assieme al tronco  della ferrovia della Valle Brembana che collegava Bergamo a San Pellegrino Terme. Il capolinea fu prolungato a San Giovanni Bianco il 15 ottobre dello stesso anno e, in seguito, a Piazza Brembana il 31 luglio 1926.
Il servizio viaggiatori fu soppresso il 17 marzo 1966 insieme all'intera linea ferroviaria.

## Strutture e impianti
Il fabbricato viaggiatori era posto alla progressiva chilometrica 15+758. Si tratta di una costruzione in muratura a due livelli che esternamente è ornata da elementi liberty, come le altre costruzioni della FVB.
Il piazzale era composto dal solo binario di corsa della linea ferroviaria.

## Movimento
L'impianto era servito dai treni omnibus e accelerati Bergamo-San Giovanni Bianco fino al 1926, quando, a seguito dell'apertura del tronco verso Piazza Brembana, furono prolungati fino al nuovo capolinea.